# Plessisville
Plessisville é uma cidade localizada na província de Quebec no Canadá.